# Dronningmølle

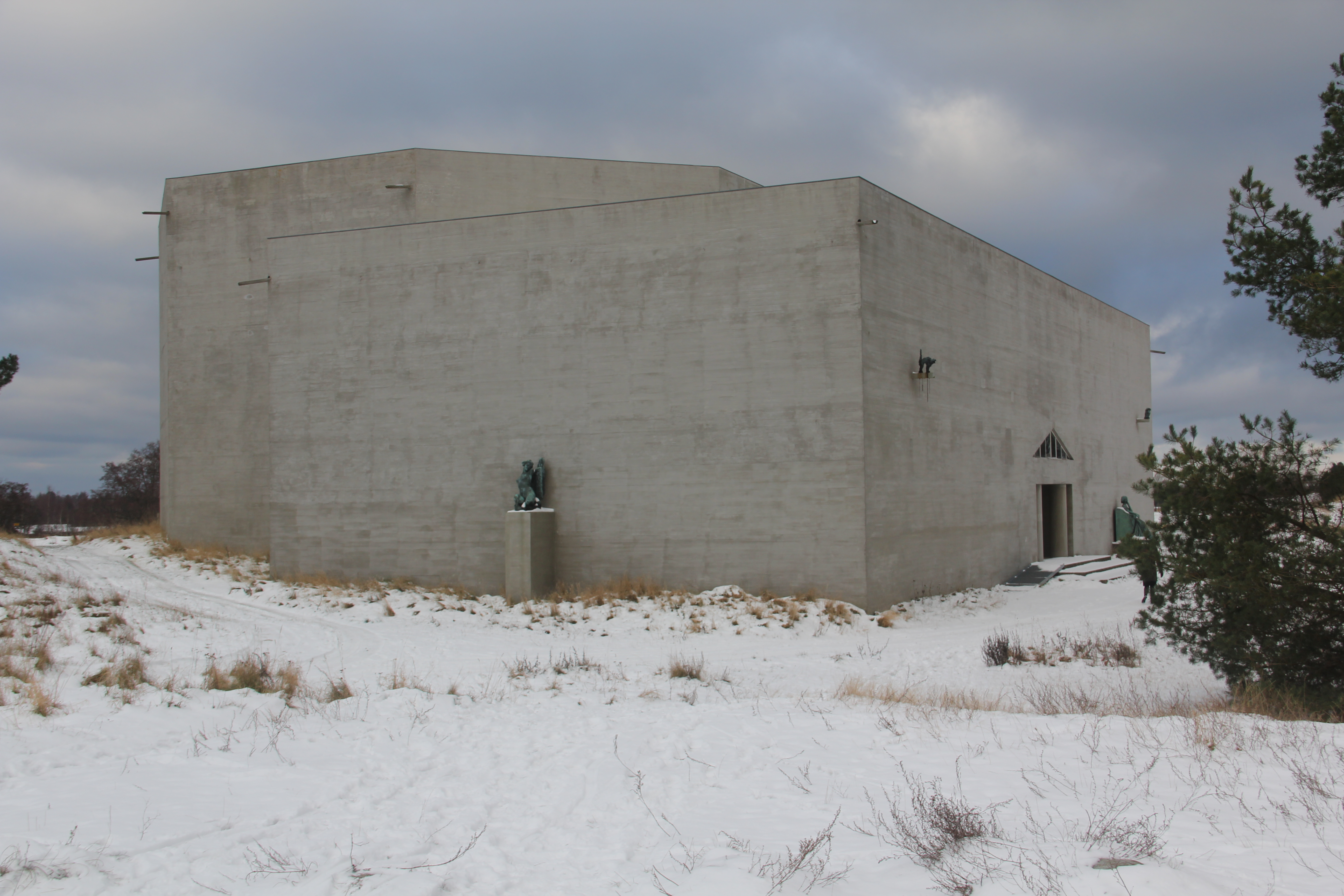
Rudolph Tegners museum

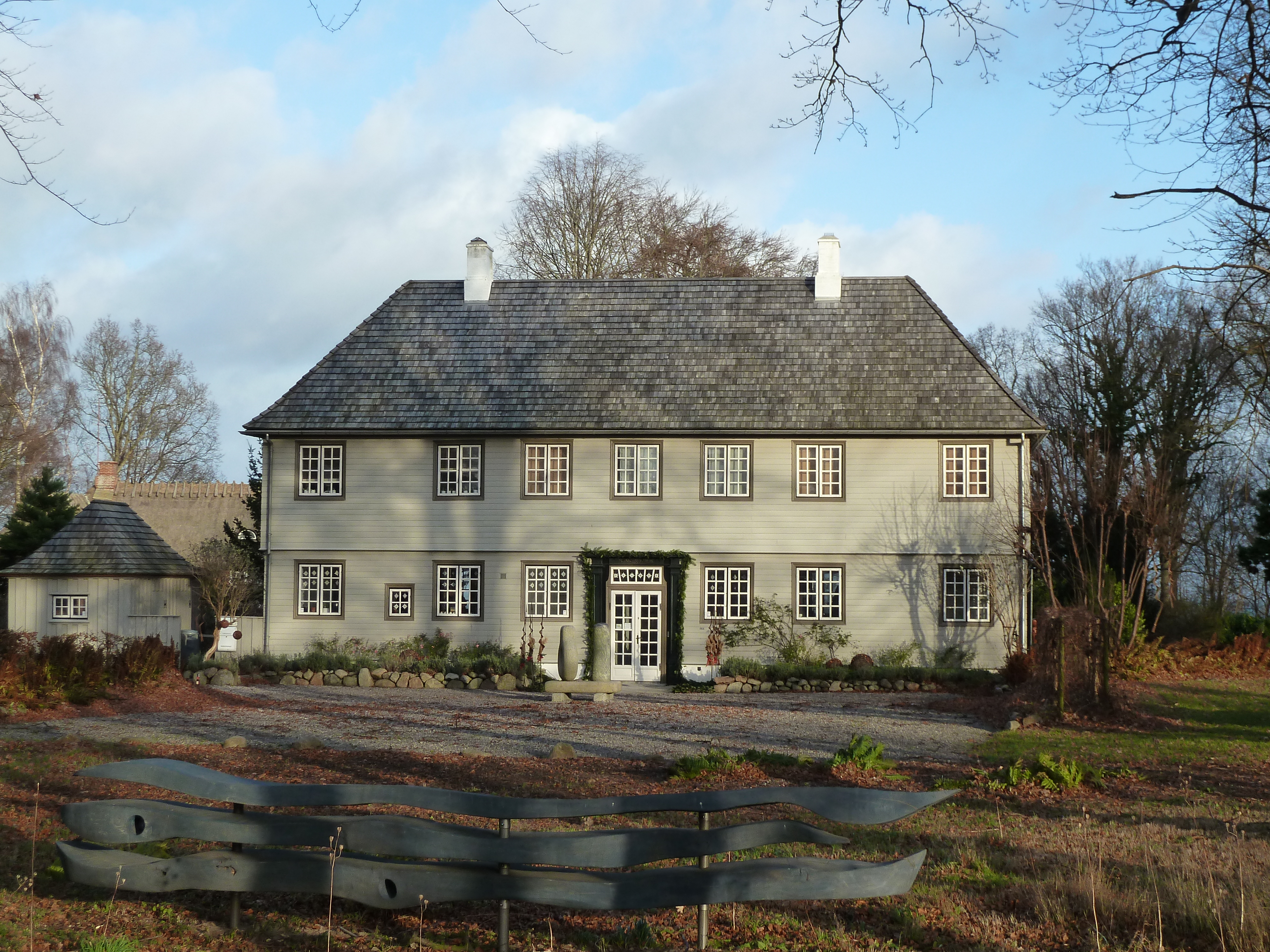
Munkeruphus

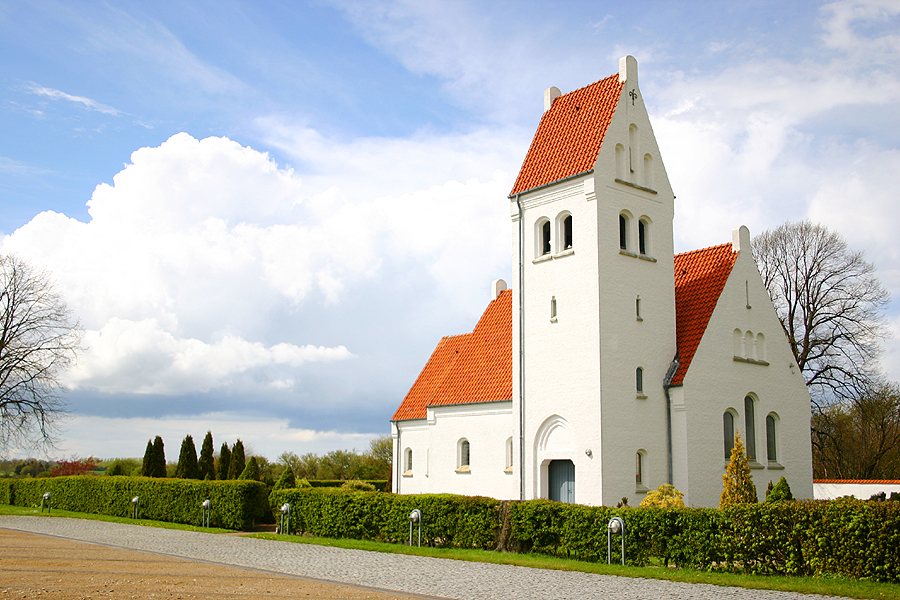
Villingerøds kyrka

Dronningmølle är en badort på norra Själland i Gribskovs kommun vid Dronningmølle station på Hornbækbanen.
Namnet Dronningmølle kommer från en vattenkvarn som låg nära Esrum Ås utlopp i Kattegatt. Den första kvarnen på platsen uppfördes av munkar från Esrums kloster. År 1588 byggdes en ny kvarn för kung Fredrik II av Danmark, vilken namngavs efter hans hustru Sofia, kanske därför att hon ägde marken där. Valentin von Spangenberg, som arbetade med Kronborgs slott och många andra väg- och kvarnprojekt i området, hade ansvar för anläggandet.
De närmaste orterna var Villingerød och Villingebæk, vilka båda nämns i dokument från klostrets tidiga epok.
Sedan början av 1900-talet har Dronningmølle varit en populär badort. Den har idag omkring 1 500 fritidshus.
Dronningmølle station på Hornbækbanan mellan Helsingør och Gilleleje öppnades ursprungligen för att betjäna Dronningmølle Teglverk, vilket hade anlagts 1898 av kaffehandlaren Ferdinand Andersen. Tegelbruket lades ned 1947.
Munkeruphus, ett tidigare bostadshus i amerikansk kolonialstil, är numera en utställningslokal. Skulptörsmuseet Rudolph Tegners museum ligger strax söder om Dronningmølle.